# Exokératine de type I
Les exokératines de type I sont  des kératines spécifiquement présentes dans les ongles, les poils et les cheveux des mammifères. Elles ont la particularité d'être acides (pH < 7) et elles s'associent avec les exokératines de type II pour former un filament intermédiaire. On dénombre 11 membres groupés en un cluster de gènes sur le chromosome 17q21.2 humain.
Les exokératines de type I :
| Désignation du gène | Désignation de la protéine |
| ------------------- | -------------------------- |
| *KRT31              | *K31                       |
| *KRT32              | *K32                       |
| *KRT33A             | *K33A                      |
| *KRT33B             | *K33B                      |
| *KRT34              | *K34                       |
| *KRT35              | *K35                       |
| *KRT36              | *K36                       |
| *KRT37              | *K37                       |
| *KRT38              | *K38                       |
| *KRT39              | *K39                       |
| *KRT40              | *K40                       |